# سیمون فلووز
سیمون فلووز (به انگلیسی: Simon Fellows) یک کارگردان بریتانیایی تبار می‌باشد.

## فیلم‌شناسی
- پرش (۲۰۰۰)
- نظرکرده (۲۰۰۴)
- ۷ ثانیه (۲۰۰۵)
- دومین فرماندهی (۲۰۰۶)
- تا دم مرگ (۲۰۰۷)
- مالیس در سرزمین عجایب (۲۰۰۹)
- یک مکان تاریک (۲۰۱۹)